# Claudio Pätz
Claudio Pätz (* 1. Juli 1987 in Oberurdorf) ist ein ehemaliger Schweizer Curler. Zuletzt spielte er als Second oder Third im Team von Peter de Cruz.

## Karriere
Mit neun Jahren begleitete er seinen Vater Hubert Pätz, der Curlingspieler beim CC Urdorf war, zum ersten Mal ins Training. Er begeisterte sich bald für das Curling und gewann viele Turniere in der Region. Mit vierzehn Jahren nahm Pätz an der Schweizer Meisterschaft teil, und sein Team erreichte den 4. Platz.
Pätz begann seine internationale Karriere als Ersatzspieler im Schweizer Team von Skip Manuel Ruch beim Europäischen Olympischen Jugendfestival 2005, wo er die Silbermedaille gewann. Bei seiner ersten Juniorenweltmeisterschaft 2007 war er wieder als Ersatzspieler dabei, diesmal mit Skip Christian von Gunten. Die Schweizer wurden Dritte und gewannen die Bronzemedaille. Pätz nahm auch in den beiden folgenden Jahren an diesem Wettbewerb teil (als Third bzw. Second) und wurde Fünfter bzw. Sechster.
Sein Debüt bei der Weltmeisterschaft 2013 als Third im Team von Sven Michel endete mit dem siebten Platz. Bei der Weltmeisterschaft 2014 spielte er als Ersatzspieler im Team von Peter de Cruz. Die Schweizer zogen in die Play-offs ein, verloren dort gegen die Schweden mit Oskar Eriksson, konnten dann aber das Spiel um Platz 3 gegen die Kanadier mit Kevin Koe für sich entscheiden und die Bronzemedaille gewinnen. Pätz spielte dann wieder bei der Weltmeisterschaft 2017 für Peter de Cruz, diesmal als Third. Erneut kamen die Schweizer in die Play-offs und besiegten dort das US-amerikanische Team um John Shuster. Im Halbfinal verloren sie gegen Schweden mit Niklas Edin, gewannen dann aber das Spiel um Platz 3 gegen John Shuster.
An der Europameisterschaft nahm Pätz sechs Mal teil (2011–2013 und 2015–2017). 2013 wurde er mit Skip Sven Michel Europameister durch einen Finalsieg gegen die Norweger um Thomas Ulsrud. Es folgten eine Silbermedaille 2015 und zwei Bronzemedaillen 2016 und 2017.
Bei der Mixed-Europameisterschaft 2010 führte Pätz das Schweizer Team und gewann die Silbermedaille.
Pätz hat als Third der Schweizer Mannschaft an den Olympischen Winterspielen 2014 in Sotschi teilgenommen und wurde dort Achter. Zu den Olympischen Spielen in Sotschi reiste auch seine Schwester Alina Pätz, die Ersatz beim Curling-Team um Mirjam Ott war.
Durch den dritten Platz bei der Weltmeisterschaft 2017 erzielte er mit der Schweizer Mannschaft die notwendigen Punkte für die Olympiaqualifikation und nahm mit Peter de Cruz (Skip), Benoît Schwarz (Fourth), Valentin Tanner (Lead) und Dominik Märki (Ersatz) am Turnier der Männer bei den Olympischen Winterspielen 2018 in Pyeongchang teil. Nach der Round Robin standen die Schweizer zusammen mit dem Team Grossbritannien auf dem vierten Platz. Sie gewannen den Tie-Breaker gegen das britische Team um Kyle Smith, unterlagen dann aber im Halbfinal gegen Schweden mit Skip Niklas Edin. Im Spiel im Platz drei konnten sie das kanadische Team um Kevin Koe besiegen und die Bronzemedaille gewinnen.
Nach den Olympischen Spielen 2018 erklärte Pätz seinen Rücktritt vom Curling-Spitzensport.

## Privatleben
Die Schwester Alina Pätz ist ebenfalls eine erfolgreiche Schweizer Curlerin. Und sein Vater war ebenfalls schon Curler und Curlingtrainer beim CC Urdorf.